# دیوید اورتون
دیوید اورتون (انگلیسی: David Orton; ۶ ژانویهٔ ۱۹۳۴ – ۱۲ مهٔ ۲۰۱۱) بوم‌شناس متفکر و فعال محیط زیست کانادایی بود که در توسعه «زیست محوری چپ» در فلسفه بوم‌شناسی ژرف‌نگر نقش برجسته‌ای داشت.